# Miffy (Buch)
Miffy (niederländischer Originaltitel Nijntje) ist das erste Buch aus der gleichnamigen Bilderbuchserie Miffy des niederländischen Kinderbuchautors und Illustrators Dick Bruna. In ihm wird geschildert, wie Miffy auf die Welt kommt. Die erste Ausgabe von Miffy erschien bereits 1955, doch bekannter ist die von Bruna neu gezeichnete Miffy aus dem Jahr 1963. Die deutsche Erstausgabe (Ein Tag mit Miffy) erschien 1989 bei Pestalozzi.

## Inhalt
Wir lernen Herrn und Frau Kaninchen kennen, die in einem kleinen Häuschen mit Garten wohnen. Während sich Herr Kaninchen um die Gartenarbeit kümmert, ist Frau Kaninchen für den Haushalt zuständig. Ihr sehnlichster Wunsch ist ein Babykaninchen. Eines Nachts erscheint ein Engel und teilt dem Kaninchenpaar mit, dass ihr Babywunsch in Erfüllung gehen werde. Als die kleine Miffy geboren ist, kommen mehrere Tiere aus der Nachbarschaft, um das kleine weiße Kaninchen zu sehen. Die kleinen Küken wollen mit Miffy spielen, doch sie ist müde und muss ins Bett. Bald darauf ist Miffy eingeschlafen.

## Hintergrund
Die Inspiration für Miffy kam Bruna bei einem Urlaub in Egmond aan Zee, bei dem ein kleines weißes Kaninchen durch den Garten des Ferienhauses hoppelte. Weil Bruna seinem Kaninchen lieber ein Kleid als eine Hose zeichnete, wurde Miffy eine weibliche Figur. Ursprünglich ließ Bruna Miffy wie ein Stofftier aussehen. Erst als 1963 die Miffy-Bücher in quadratischem Format erschienen, hat Bruna das kleine Kaninchen so gezeichnet, wie man es heute kennt. Insgesamt folgten fast 30 weitere Miffy Bücher, die weltweit über 80 Millionen Mal verkauft wurden.

## Besonderheiten
Bruna zeichnete seine Figuren mit minimalistischen Bildern und achtete dabei auf klare, ausdrucksstarke Farben mit schlichten schwarzen Umrandungen. Brunas unverwechselbarer Stil war von Matisse, Léger und Picasso sowie von der niederländischen De-Stijl-Bewegung beeinflusst. Alle Miffy Bücher bestehen aus 16 Doppelseiten mit jeweils einer Illustration und einem gereimten Vierzeiler. Die Inhalte der Bücher drehen sich um typische Dinge im Leben kleiner Kinder und haben stets ein Happy End.

## Referenzen
Miffy ist in dem literarischen Nachschlagewerk 1001 Kinder- und Jugendbücher – Lies uns, bevor Du erwachsen bist! für die Altersstufe 0–3 Jahre enthalten.

## Ausgaben
- Nijntje. A. W. Bruna & Zoon, 1963.
- Ein Tag mit Miffy. Pestalozzi, 1989. (deutsche Erstausgabe)

## Verfilmung
Es gibt vier TV-Serien (Dick Bruna's Miffy Storybook Classics (1984); Miffy: Colors, Numbers, and Shapes (1996); Miffy and Friends (2003); und Miffy's Adventures Big and Small (2015)) sowie einen Spielfilm (Nijntje de film), die alle auf den Miffy-Büchern basieren.